# Nesomyinae
Nesomyinae es una subfamilia de roedores pertenecientes a la familia Nesomyidae y superfamilia Muroidea. Son las ratas y ratones de Madagascar; hay 27 especies en 9 géneros.